# David Koepp
David Koepp (ur. 9 czerwca 1963 w Pewaukee, w stanie Wisconsin) – amerykański scenarzysta i reżyser filmowy.
Jako scenopisarz pracował przy filmach, takich jak Park Jurajski, Mission: Impossible i Spider-Man. Jako reżyser znany jest z filmów Sekretne okno, Opętanie i Mroczne miasto.

## Filmografia

### Jako scenarzysta
- 1988: Apartment Zero
- 1990: Zły wpływ (Bad Influence)
- 1990: Dlaczego ja? (Why Me?)
- 1990: Mroczny anioł (I Come in Peace)
- 1990: Szkoła wyrzutków (Toy Soldiers)
- 1992: Ze śmiercią jej do twarzy (Death Becomes Her)
- 1993: Park Jurajski (Jurassic Park)
- 1993: Życie Carlita (Carlito's Way)
- 1994: Zawód: Dziennikarz (The Paper)
- 1994: Cień (The Shadow)
- 1994: Suspicious (krótkometrażowy)
- 1996: Mission: Impossible
- 1996: Mroczne miasto (The Trigger Effect)
- 1997: Zaginiony świat: Jurassic Park (The Lost World: Jurassic Park)
- 1998: Oczy węża (Snake Eyes)
- 1999: Opętanie (Stir of Echoes)
- 2002: Azyl (Panic Room)
- 2002: Spider-Man
- 2004: Sekretne okno (Secret Window)
- 2005: Wojna światów (War of the Worlds)
- 2005: Zathura – Kosmiczna przygoda (Zathura: A Space Adventure)
- 2008: Indiana Jones i Królestwo Kryształowej Czaszki (Indiana Jones and the Kingdom of the Crystal Skull)
- 2008: Miasto duchów (Ghost Town)
- 2009: Anioły i demony (Angels & Demons)
- 2011: Dzielna mała ciuchcia (The Little Engine That Could)
- 2012: Bez hamulców (Premium Rush)
- 2014: Jack Ryan: Teoria chaosu (Jack Ryan: Shadow Recruit)
- 2016: Inferno
- 2017: Mumia (The Mummy)
- 2020: Powinniście odejść (You Should Have Left)
- 2022: Kimi
- 2023: Indiana Jones i artefakt przeznaczenia (Indiana Jones and the Dial of Destiny)
- 2024: Presence

### Jako reżyser
- 1994: Suspicious (krótkometrażowy)
- 1996: Mroczne miasto (The Trigger Effect)
- 1999: Opętanie (Stir of Echoes)
- 2004: Sekretne okno (Secret Window)
- 2008: Miasto duchów (Ghost Town)
- 2012: Bez hamulców (Premium Rush)
- 2015: Bezwstydny Mortdecai (Mortdecai)
- 2020: Powinniście odejść (You Should Have Left)

## Kontrowersje w związku zWojną światów
W czerwcu 2005 Koepp wypowiedział się w sprawie interpretacji Wojny światów. Koepp powiedział, że atakujący Marsjanie to aluzja do amerykańskich wojsk w Iraku, natomiast przypadkowo zabijani ludzie to iraccy cywile. 